# Amanita
Amanita Pers. (muchomor) – rodzaj grzybów z rodziny muchomorowatych (Amanitaceae).

## Charakterystyka
Naziemne grzyby kapeluszowe. Młode owocniki kuliste, chronione osłoną całkowitą, jej resztki pozostają w części gatunków u dorosłych osobników w postaci łatek na kapeluszu i pochwy u podstawy trzonu, występuje również osłona częściowa, której pozostałością jest pierścień (nie występuje u wszystkich gatunków). Występują w lasach, tworzą mykoryzę z drzewami.
Wiele muchomorów zawiera toksyny, nieraz bardzo silne, jak alfa-amanityna występująca w muchomorze zielonawym. Niektóre z alkaloidów muchomorów mają właściwości halucynogenne, jak muscymol w muchomorze czerwonym.
Większość gatunków niejadalnych i trujących, niektóre śmiertelnie (niebezpieczny muchomor sromotnikowy Amanita phalloides), są też gatunki jadalne. Dawniej muchomory stosowano do trucia much stąd nazwa mucho-mor. Skórka kapelusza muchomora, ze względu na odurzające działanie niewielkich dawek, wykorzystywana jest jako narkotyk. Z muchomorów czerwonych ludy syberyjskie przygotowywały odurzający napój, używany przez szamanów. W lecznictwie ludowym na polskiej wsi muchomory zalane spirytusem lub denaturatem były wykorzystywane do nacierania miejsc bolących z powodu reumatyzmu.

## Systematyka i nazewnictwo
Pozycja w klasyfikacji: Amanitaceae, Agaricales, Agaricomycetidae, Agaricomycetes, Agaricomycotina, Basidiomycota, Fungi (według Index Fungorum).
Takson utworzył w 1797 r. Christiaan Hendrik Persoon. Ma 25 synonimów naukowych. Polską nazwę podał Feliks Berdau w 1876 r. W polskim piśmiennictwie mykologicznym należące do tego rodzaju gatunki opisywane też były jako bedłka, muchomorka, mglejarka i muchomór.
Podział na sekcje
W rodzaju Amanita do 2018 roku opisano 952 gatunki podzielone na 2 podrodzaje: Amanita podzielony na sekcje Amanita, Caesareae i Vaginatae oraz Lepidella podzielony na sekcje Validae, Phalloidae, Amidella i Lepidella. Sekcja Lepidella czasami oddzielana jest jako osobny rodzaj Saproamanita.
- Podrodzaj Amanita

Podrodzaj Amanita obejmuje gatunki z zarodnikami nieamyloidalnymi (nie reagującymi na odczynnik Melzera).
- Sekcja Amanita

Gatunki z sekcji Amanita cechują się owocnikiem wyrastającym z czubka początkowego jajowatego primordium w postaci bulwy, która wraz ze wzrostem zanika. Pochwa bywa szczątkowa. Gatunki toksyczne dla człowieka, o działaniu podobnym do muchomora czerwonego.
- Sekcja Caesareae

W gatunkach z sekcji Caesareae owocnik zaczyna się pojawiać pośrodku primordium. Trzon bez bulwy, z wyraźnym pierścieniem i dużą pochwą. Kapelusz posiada na brzegu wyraźne prążkowanie. Charakterystyczny jest sposób przyłączenia trzonu do dna pochwy. Gatunki w większości należą do smacznych grzybów jadalnych.
- Sekcja Vaginatae

Owocniki podobne w budowie do sekcji Caesareae,, lecz nie posiadają pierścienia ani przyłącza na dnie. Gatunki w tej sekcji zawierają toksyny, które jednak po silnym podgrzaniu rozkładają się. Większość gatunków uważana za jadalne o niskiej wartości. Jest bardzo liczną sekcją, wiele jej gatunków da się odróżnić jedynie przy bardzo dogłębnej analizie.
- Podrodzaj Lepidella

Obejmuje gatunki z zarodnikami amyloidalnymi (reagującymi na odczynnik Melzera).
- Sekcja Validae

Gatunki z tej sekcji posiadają wygląd podobny do sekcji Amanita, jednak pochwa praktycznie zawsze jest szczątkowa. Koniec trzonu z bulwą, kapelusz zazwyczaj posiada cętki, a jego brzeg nigdy nie jest prążkowany Gatunki z tej sekcji zawierają toksyny hemolityczne, które w niektórych gatunkach rozkładają się przy gotowaniu.
- Sekcja Phalloidae

W tej sekcji wszystkie gatunki posiadają pierścień oraz bulwę na końcu trzonu okrytą pochwą o różnym charakterze. Brzeg kapelusza nie jest prążkowany nawet u młodych owocników. Wszystkie gatunki są silnie trujące.
- Sekcja Lepidella (Saproamanita)

Gatunki należące do sekcji Lepidella mają prążkowany brzeg kapelusza ze zwisającymi pozostałościami primordium. Owocnik podobnie jak w sekcji Amanita rozwija się ze szczytu bulwy, jednak tutaj jest ona zdecydowanie większa i nie zanika. Jest jedyną sekcją zawierającą gatunki saprotroficzne stąd czasami oddziela się ją jako osobny rodzaj. Zawiera zarówno gatunki jadalne i trujące.
- Sekcja Amidella

Ogólny wygląd podobny do sekcji Lepidella, z tą różnicą, że bulwa zawsze jest pokryta grubą wielowarstwową pochwą o różnym kształcie. Trzon u dorosłych owocników nie posiada pierścienia. Miąższ barwi się na pomarańczowo lub brązowo przy uszkodzeniu. Grzyby trujące.

## Gatunki występujące w Polsce
- Amanita argentea Huijsman 1959 – muchomor srebrzysty
- Amanita battarrae (Boud.) Bon 1985 – muchomor oliwkowy
- Amanita caesarea (Scop.) Pers. 1801 – muchomor cesarski
- Amanita ceciliae (Berk. & Broome) Bas 1984 – muchomor złotawy
- Amanita citrina (Schaeff.) Pers. – muchomor cytrynowy
- Amanita contui Bon & Courtec. 1989 – muchomor żółtopomarańczowy
- Amanita crocea (Quél.) Singer 1951 – muchomor żółtawy
- Amanita echinocephala (Vittad.) Quél. 1872 – muchomor jeżowaty
- Amanita eliae Quél. 1872 – muchomor białożółtawy
- Amanita excelsa (Fr.) P. Kumm.1871 – muchomor twardawy
- Amanita franchetii (Boud.) Fayod 1889 – muchomor szorstki
- Amanita friabilis (P. Karst.) Bas 1974 – muchomor olszynowy
- Amanita fulva Fr. 1815 – muchomor rdzawobrązowy
- Amanita gemmata (Fr.) Bertill. 1866 – muchomor narcyzowy
- Amanita lividopallescens (Gillet) Bigeard & H. Guill. 1913 – muchomor szaropłowy
- Amanita muscaria (L.) Lam. 1783 – muchomor czerwony
- Amanita nivalis Grev. 1821 – muchomor alpejski
- Amanita olivaceogrisea Kalamees 1986 – muchomor oliwkowoszary
- Amanita pachyvolvata (Bon) Krieglst. 1984 – muchomor obleczony[12]
- Amanita pantherina (DC.) Krombh. 1846 – muchomor plamisty
- Amanita phalloides (Vaill. ex Fr.) Link 1833 – muchomor zielonawy (sromotnikowy)
- Amanita porphyria Alb. & Schwein. 1805 – muchomor porfirowy
- Amanita regalis (Fr.) Michael 1904 – muchomor królewski
- Amanita rubescens Pers. 1797 – muchomor czerwieniejący
- Amanita spadicea Pers. 1797 – muchomor kasztanowaty
- Amanita strobiliformis (Paulet ex Vittad.) Bertill. 1866 – muchomor szyszkowaty
- Amanita submembranacea (Bon) Gröger 1979 – muchomor brązowooliwkowy
- Amanita subnudipes (Romagn.) Tulloss 2000 – muchomor gładkotrzonowy[12]
- Amanita vaginata (Bull.) Lam. 1783 – muchomor szarawy
- Amanita virosa (Fr.) Bertill. 1866 – muchomor jadowity

Nazwy naukowe na podstawie Index Fungorum. Wykaz gatunków i nazwy polskie według Władysława Wojewody i innych.

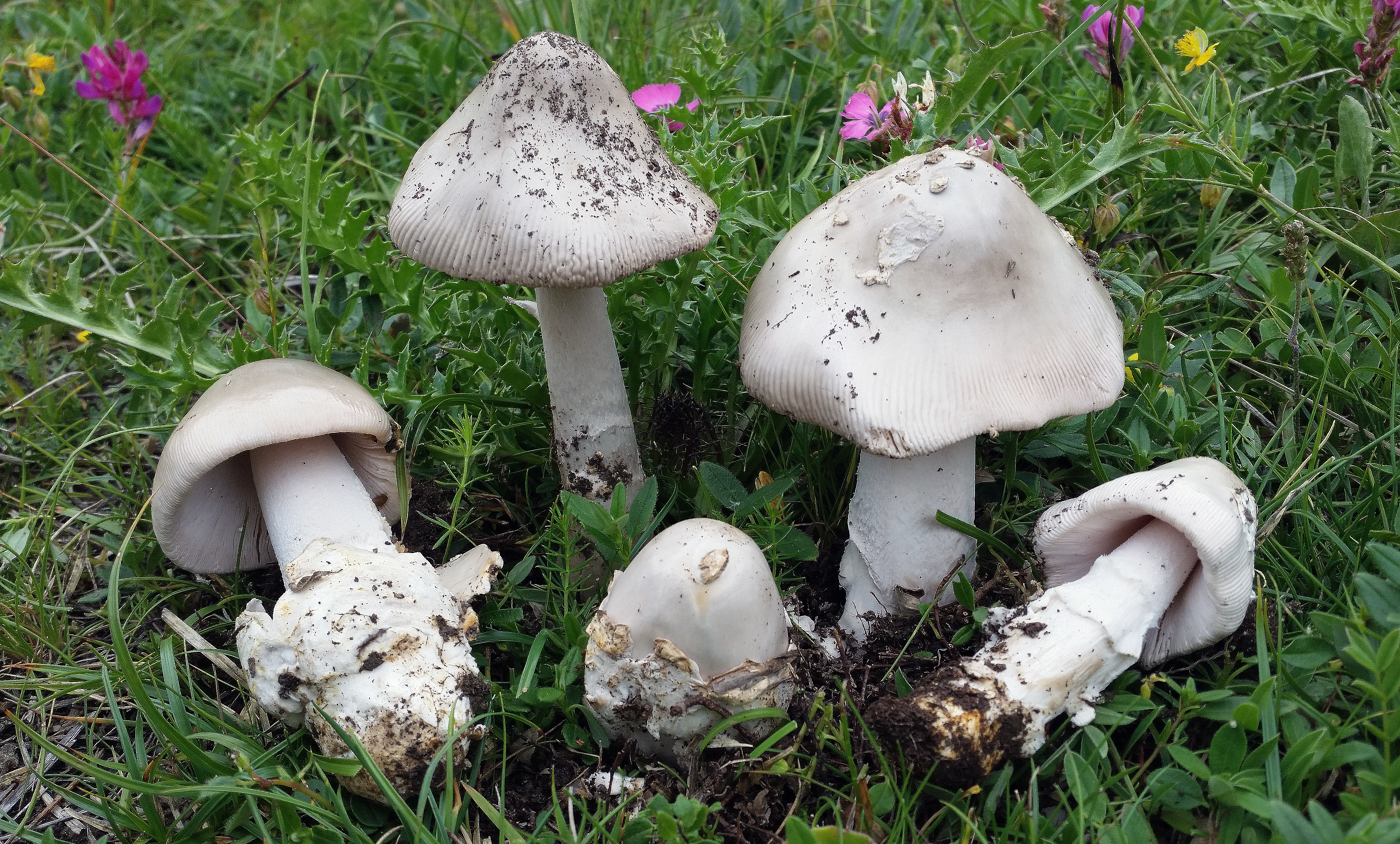
Muchomor alpejski
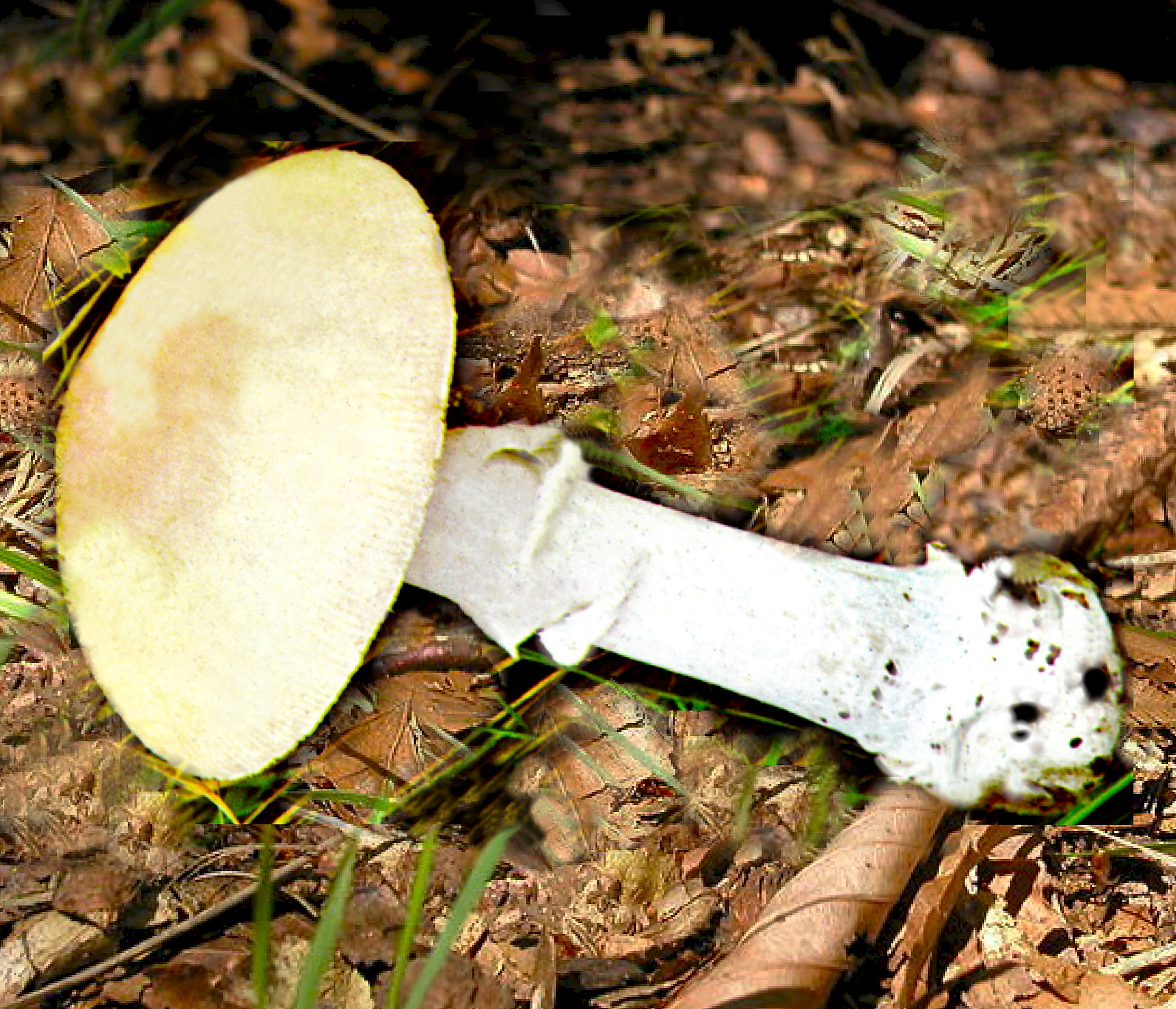
Muchomor białożółtawy
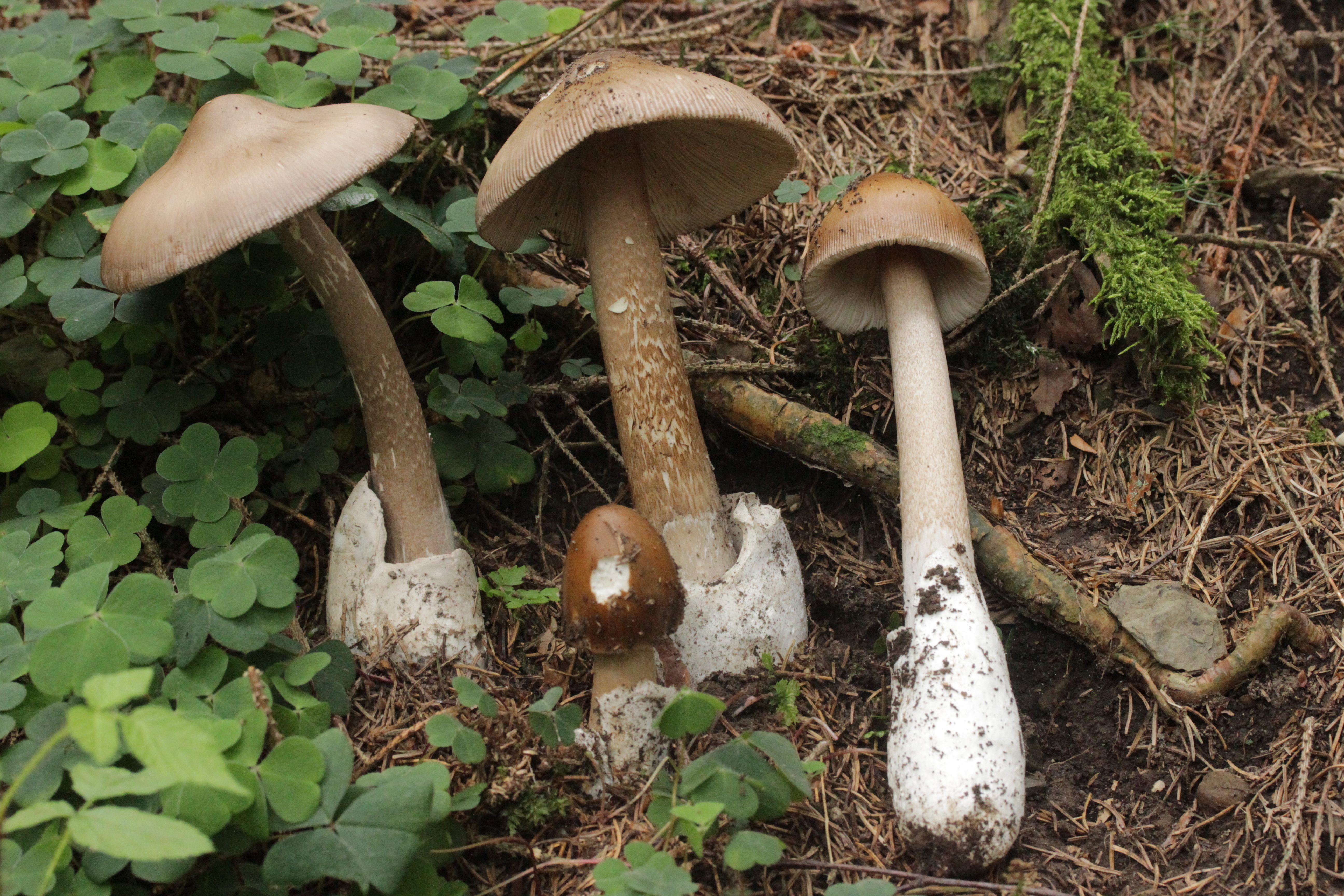
Muchomor brązowooliwkowy
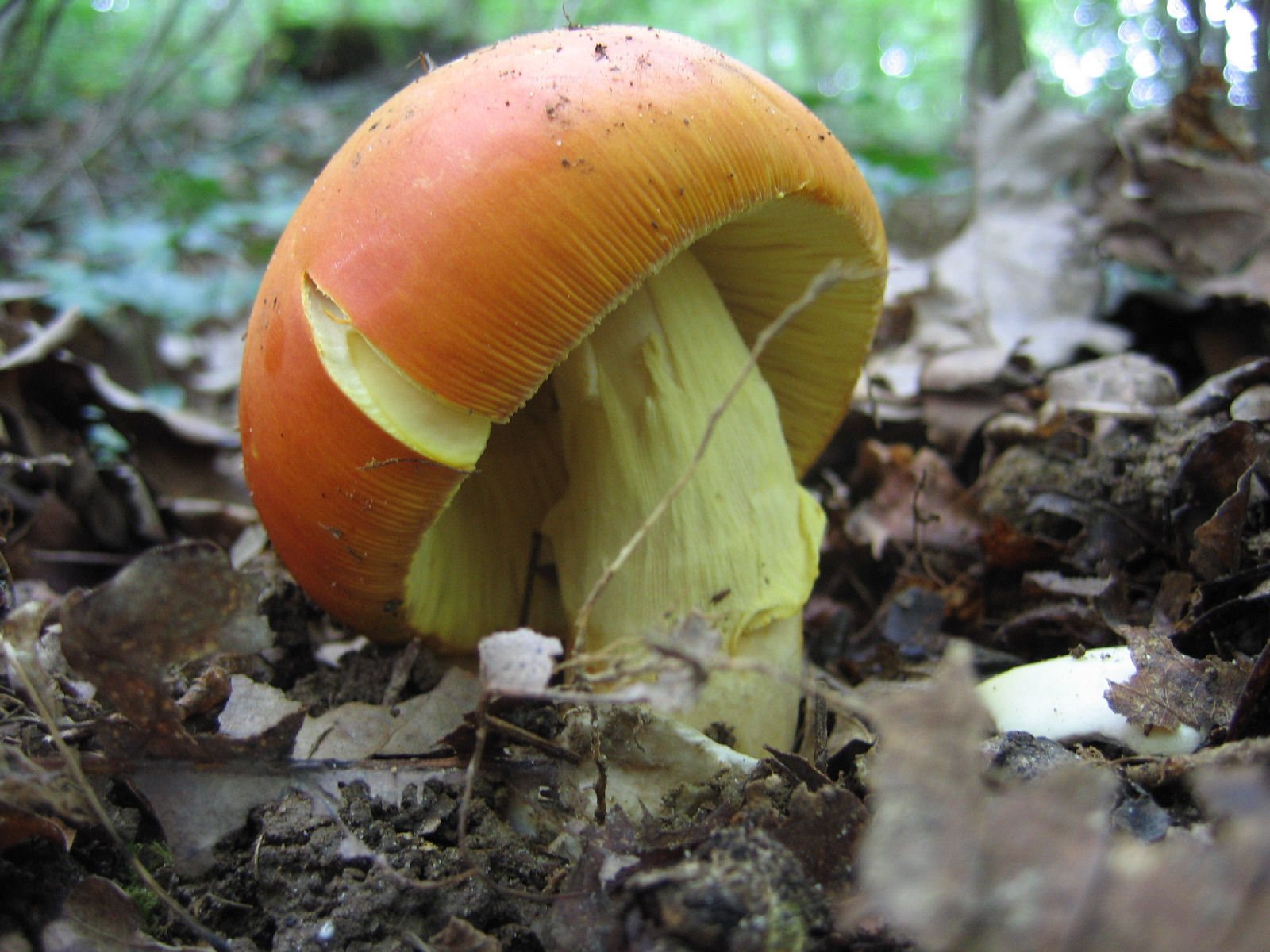
Muchomor cesarski
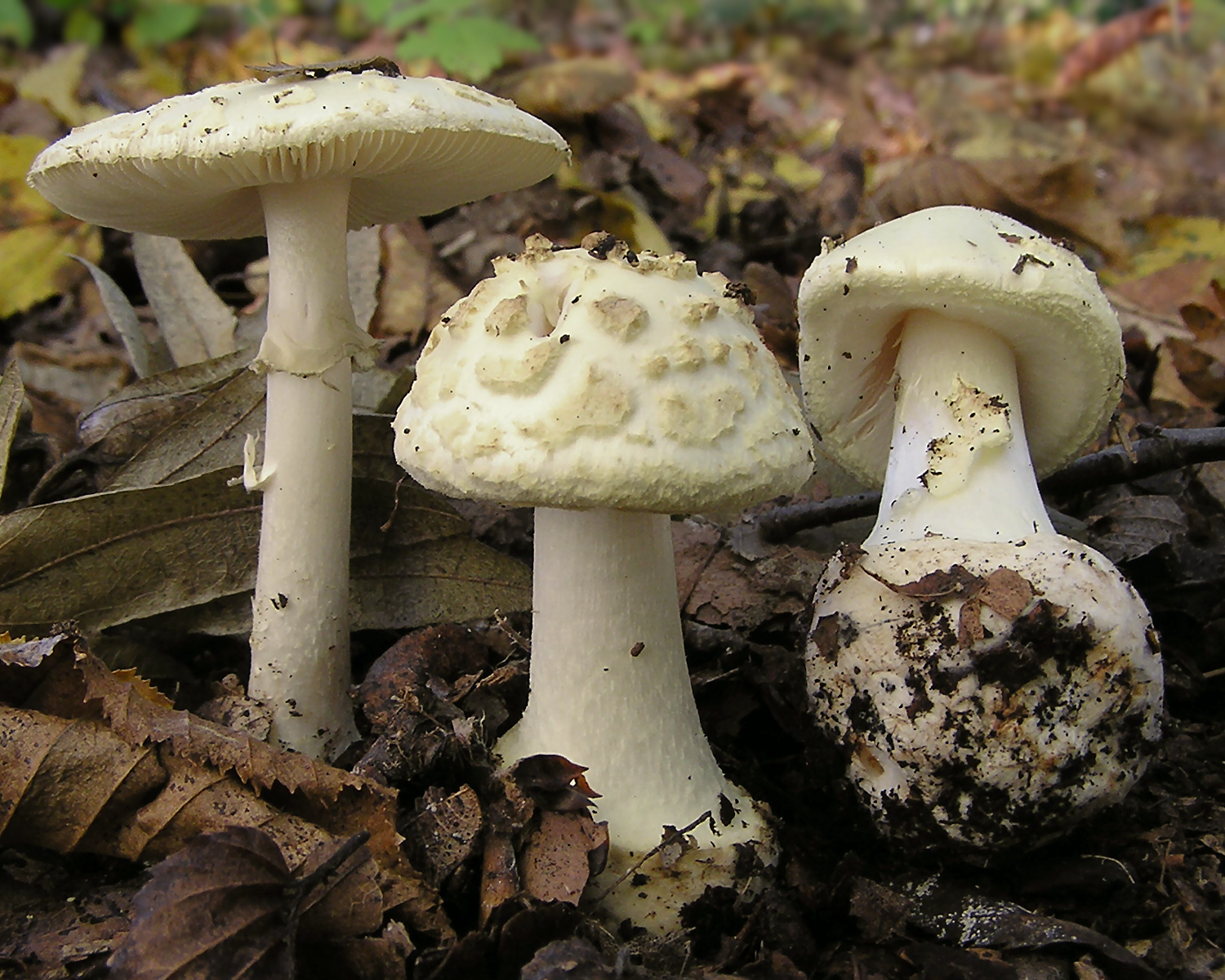
Muchomor cytrynowy
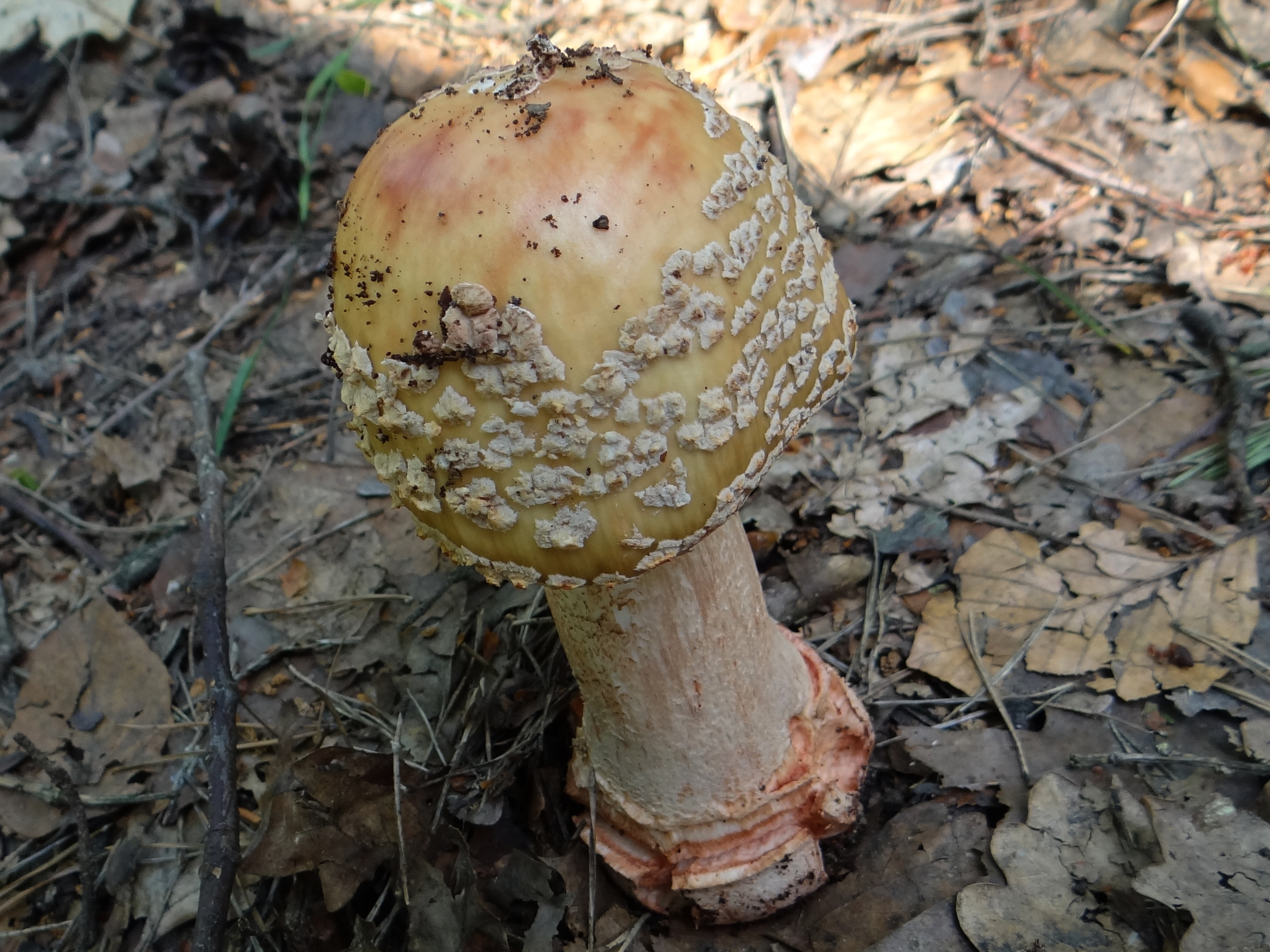
Muchomor czerwieniejący
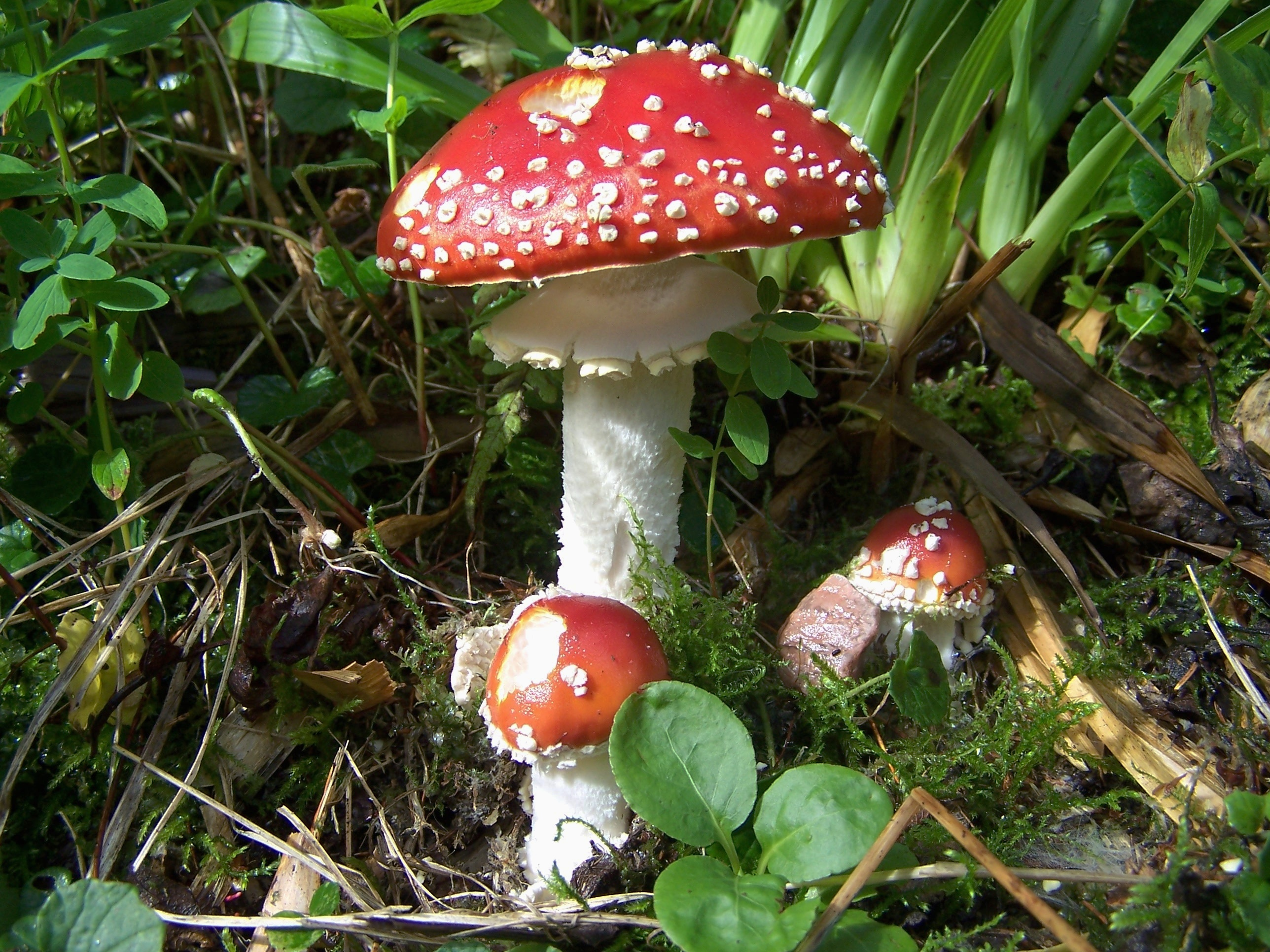
Muchomor czerwony
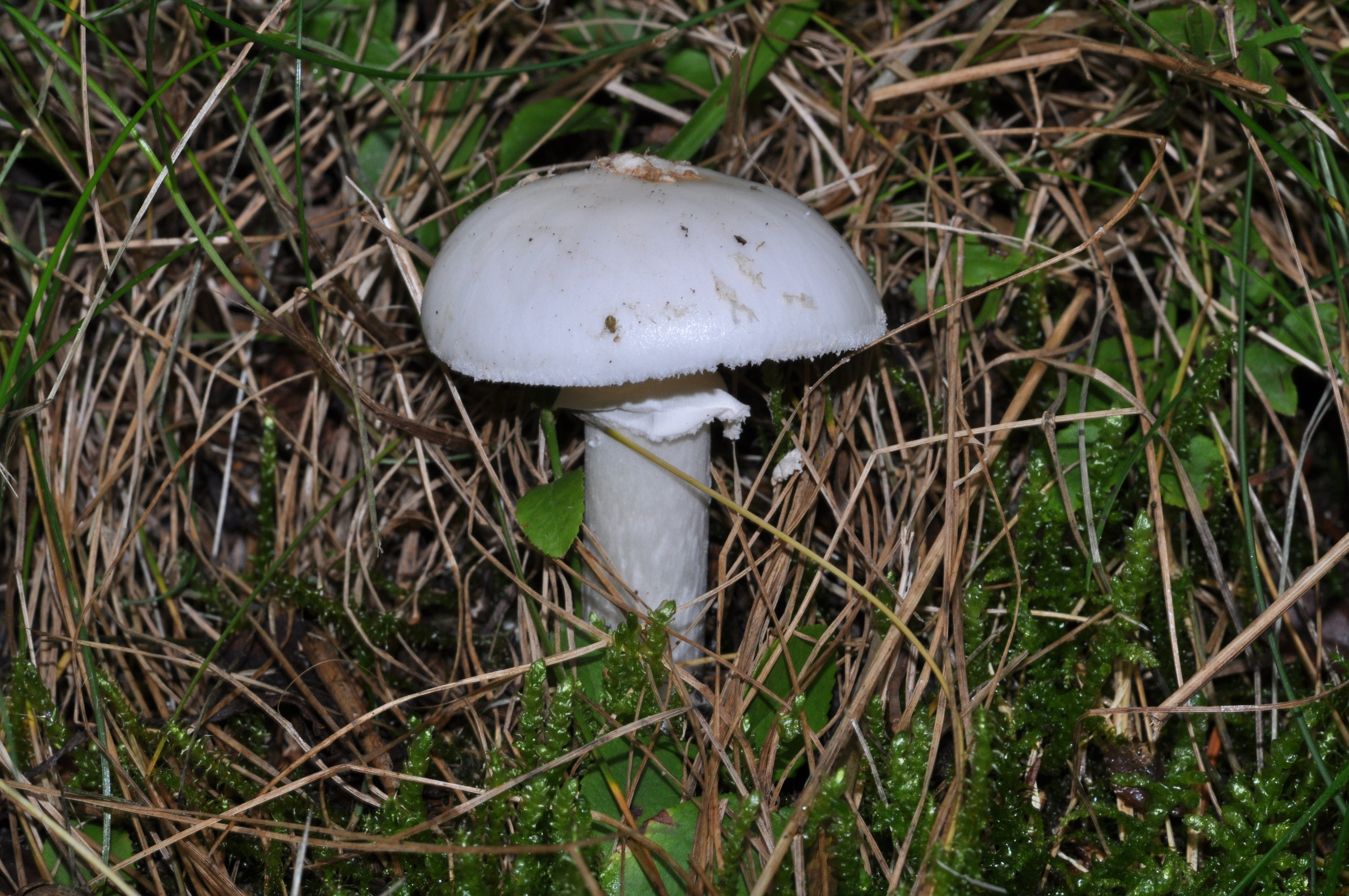
Muchomor jadowity
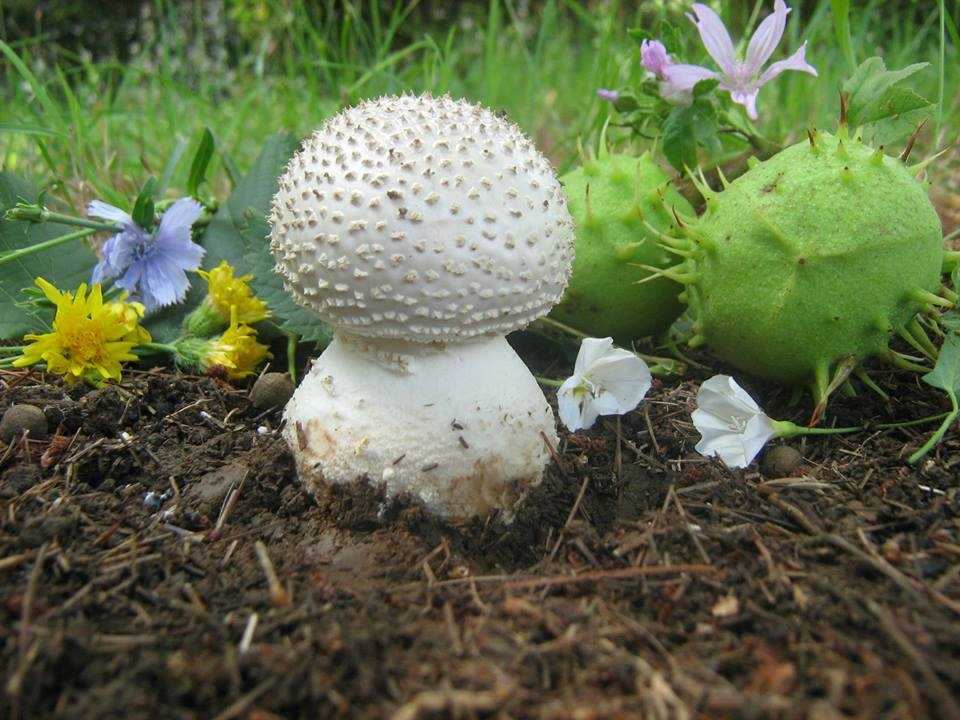
Muchomor jeżowaty
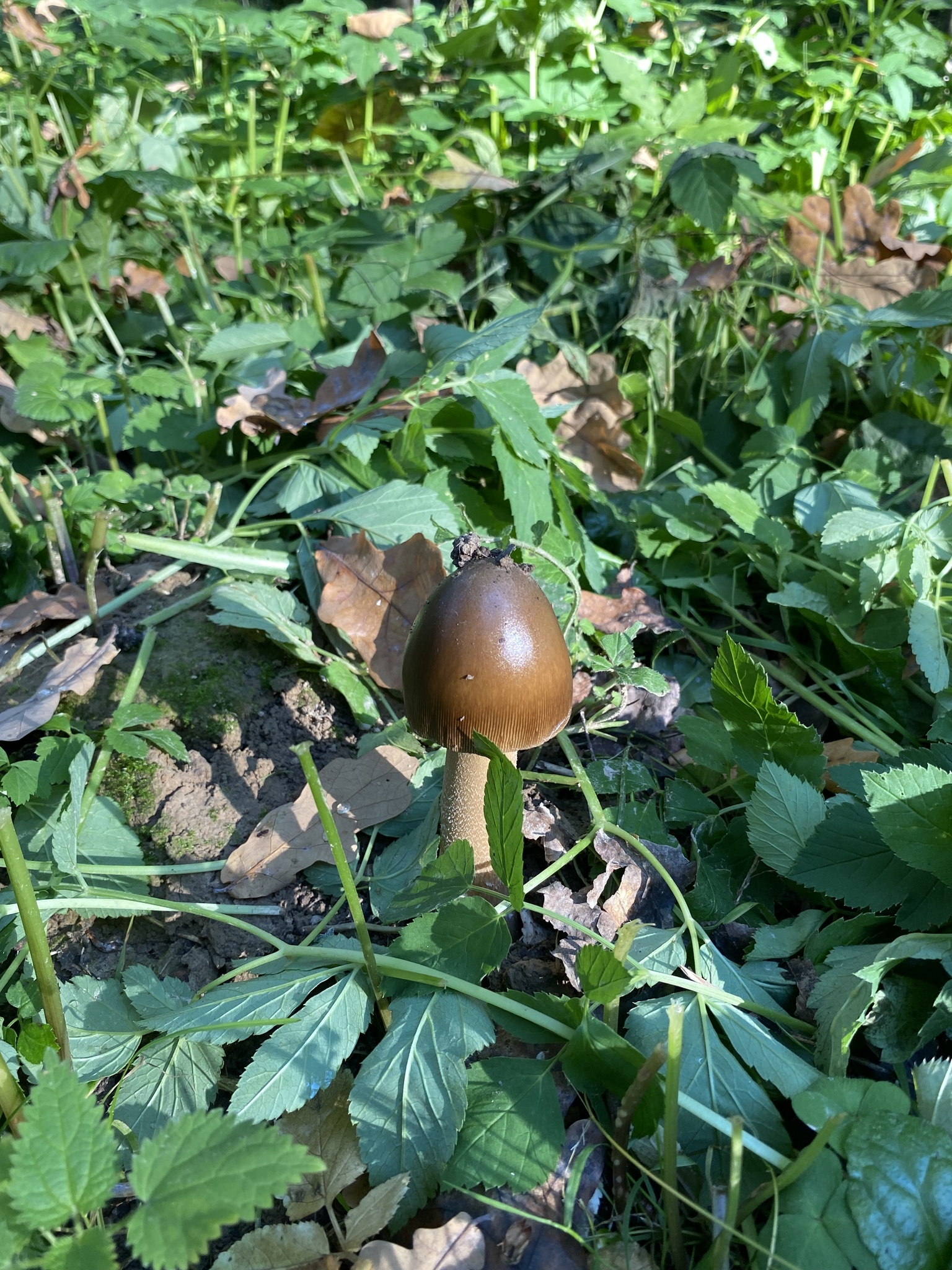
Muchomor kasztanowaty
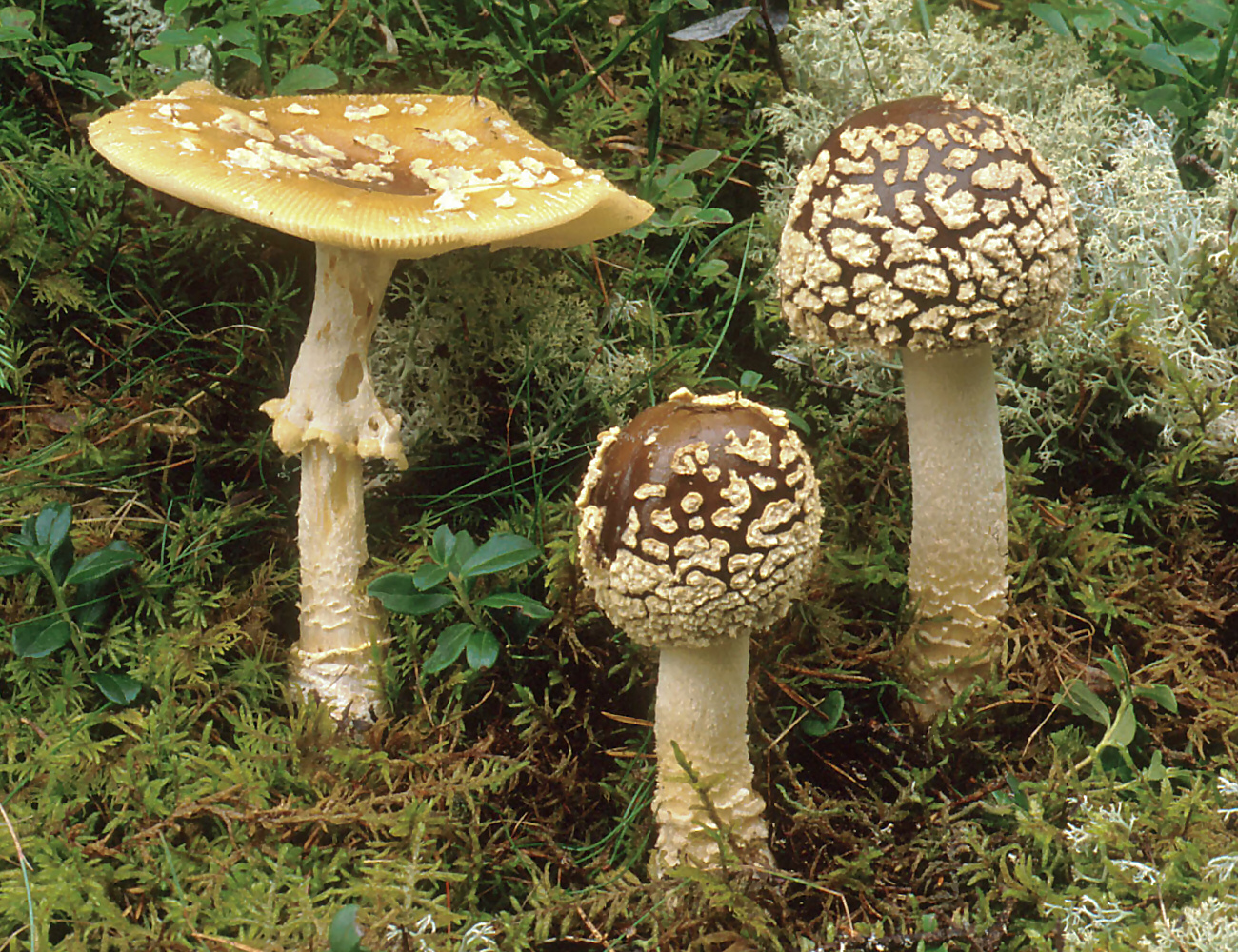
Muchomor królewski
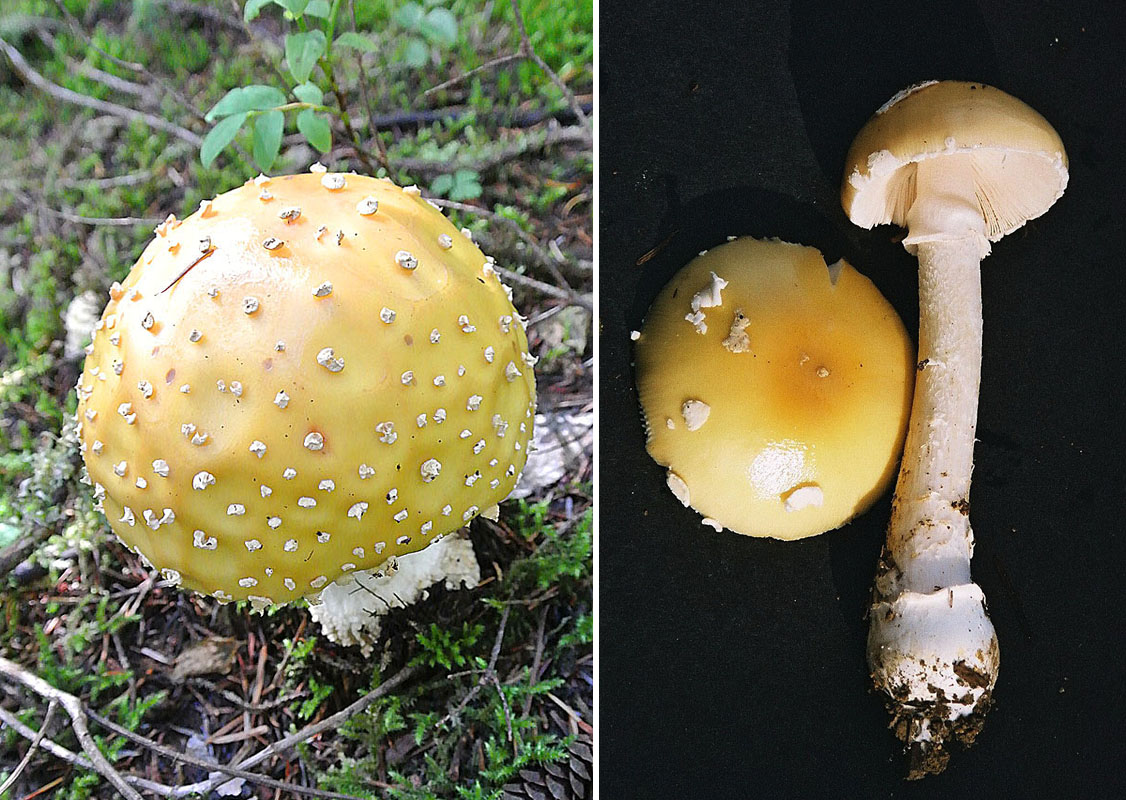
Muchomor narcyzowy
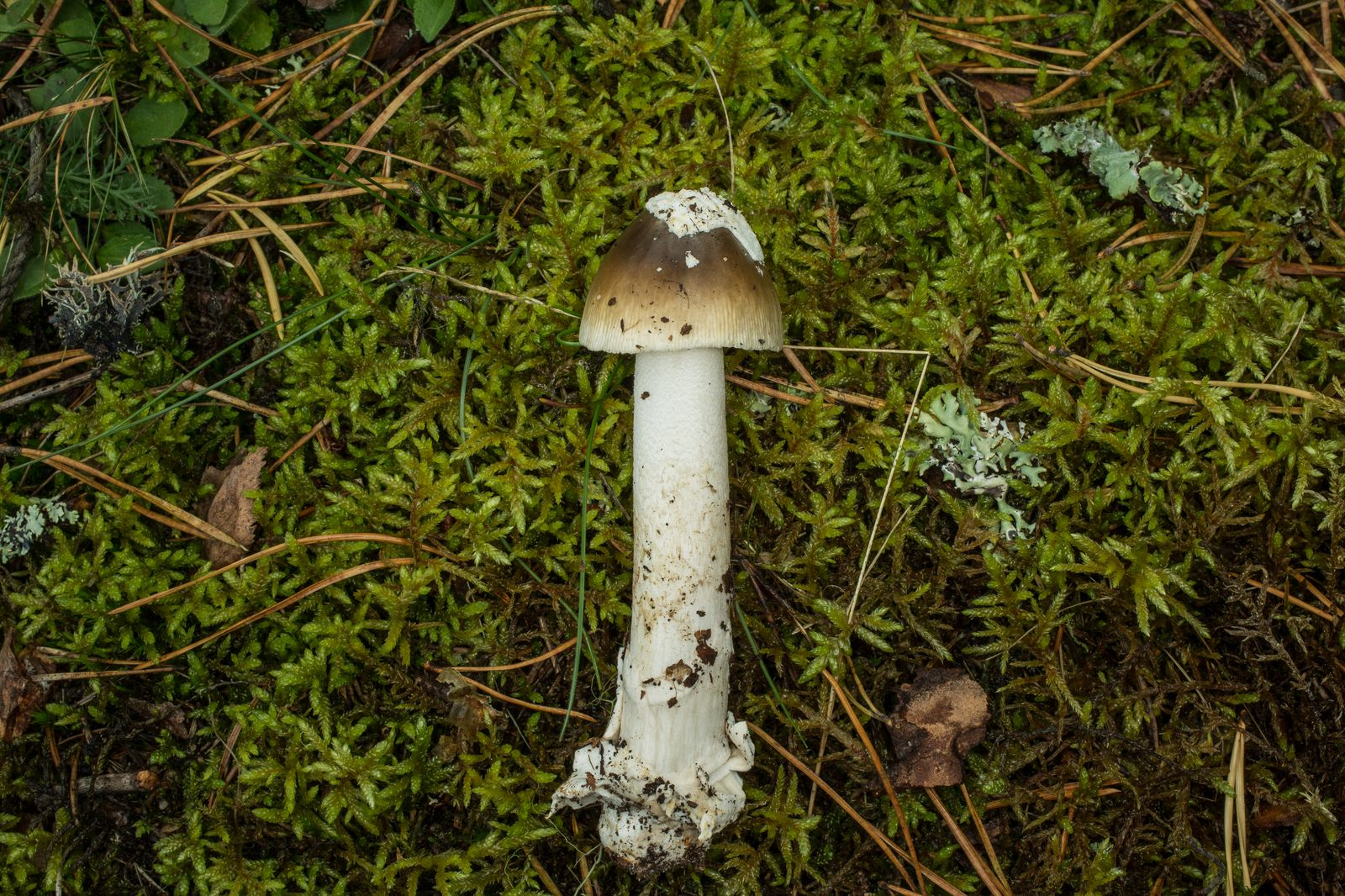
Muchomor oliwkowoszary
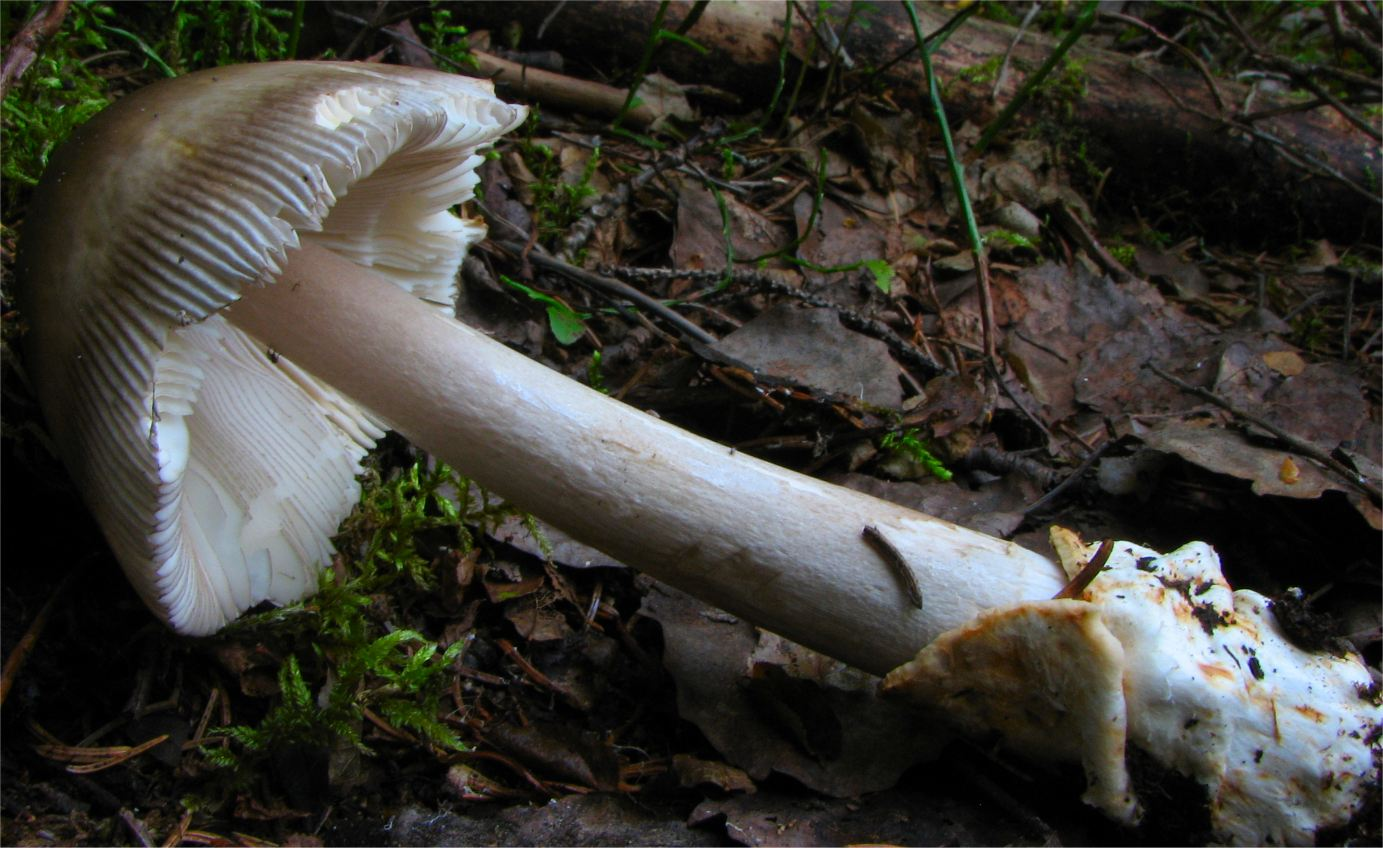
Muchomor oliwkowy
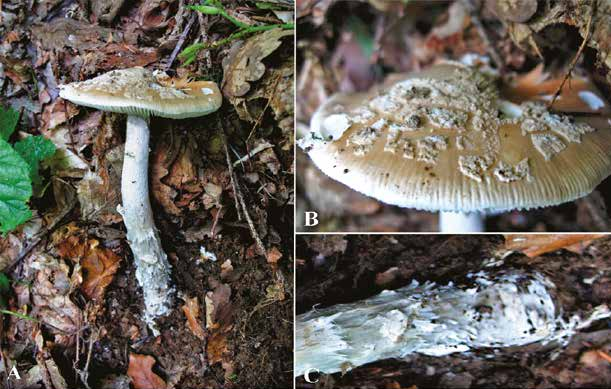
Muchomor olszynowy
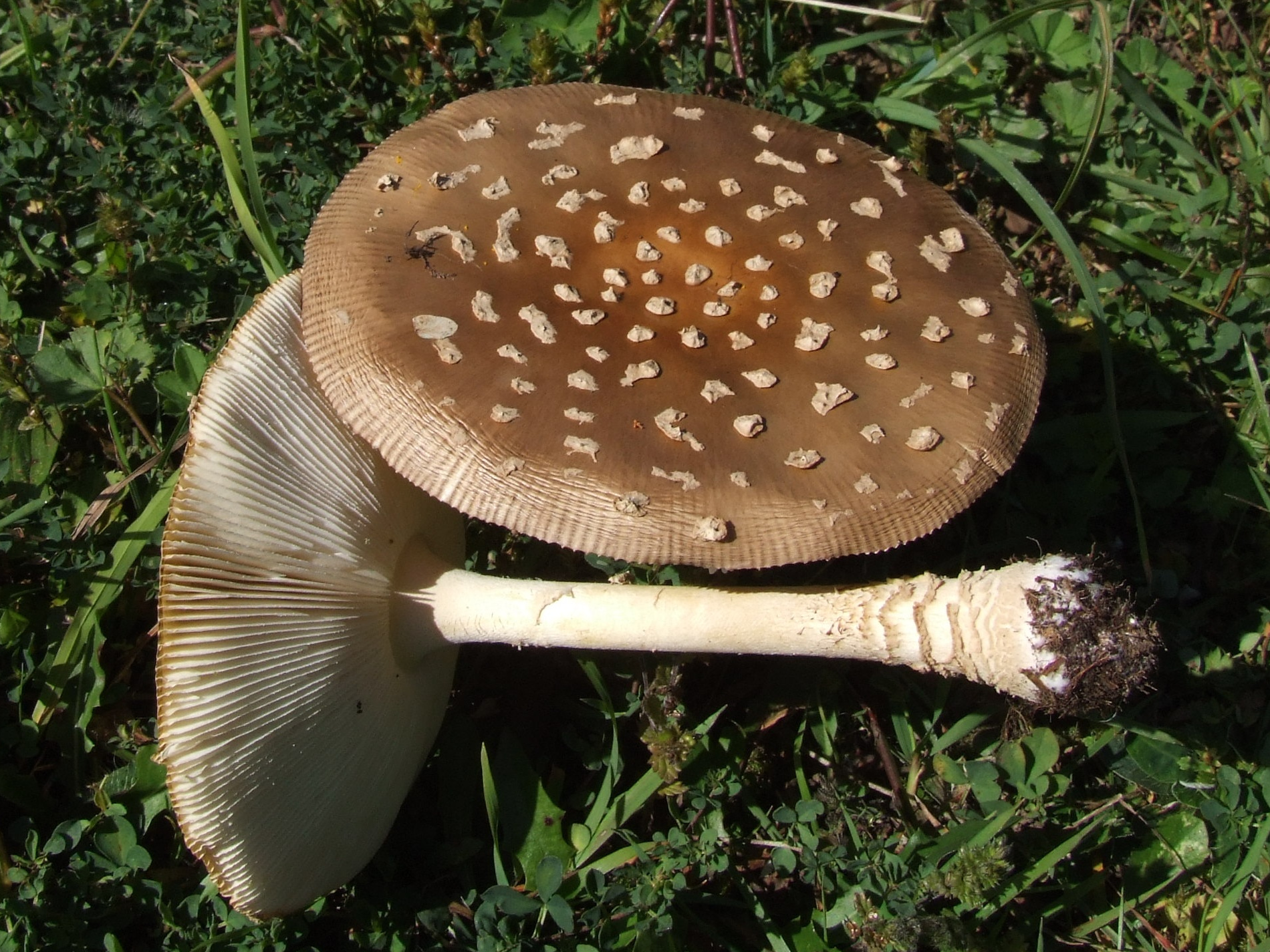
Muchomor plamisty
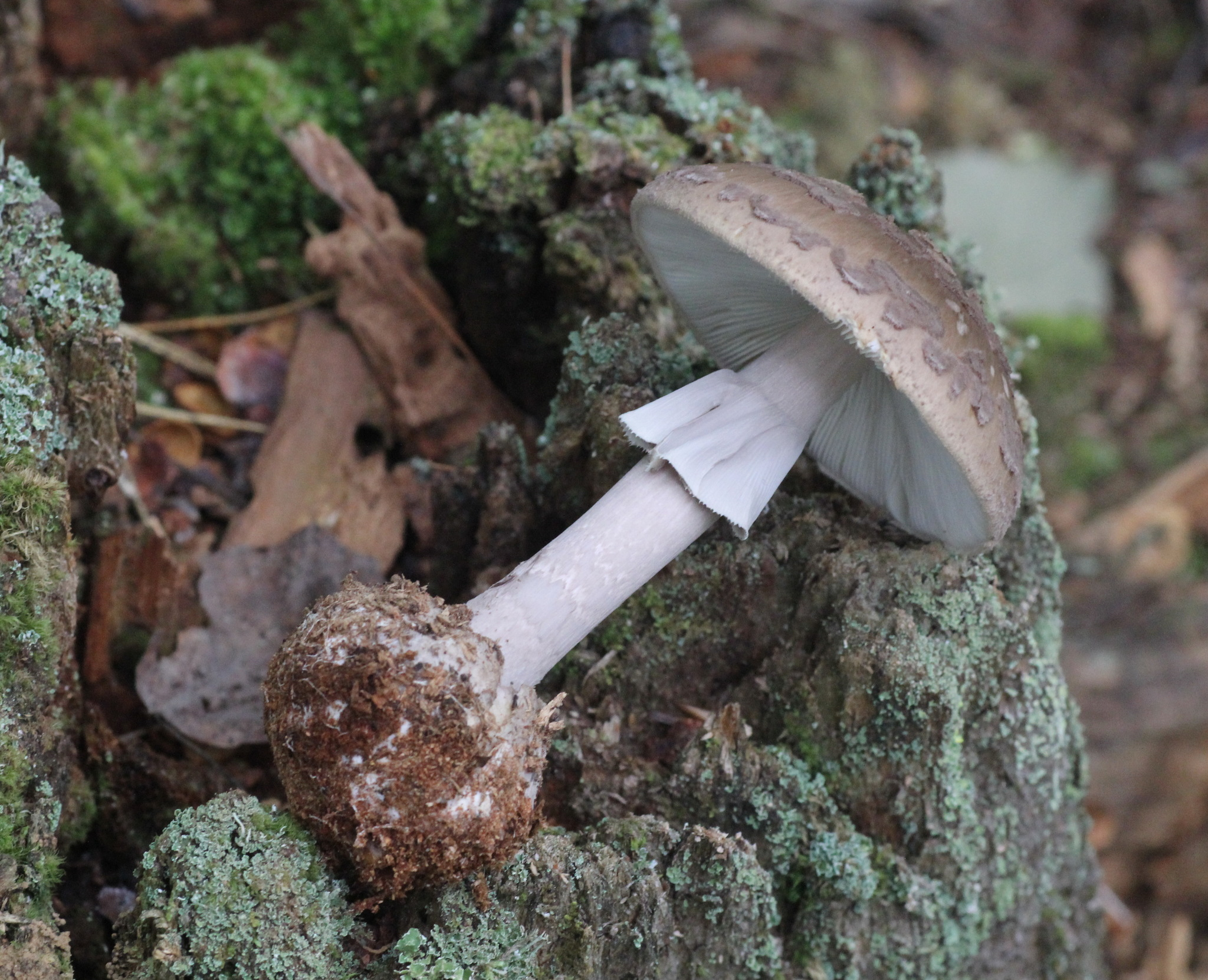
Muchomor porfirowy
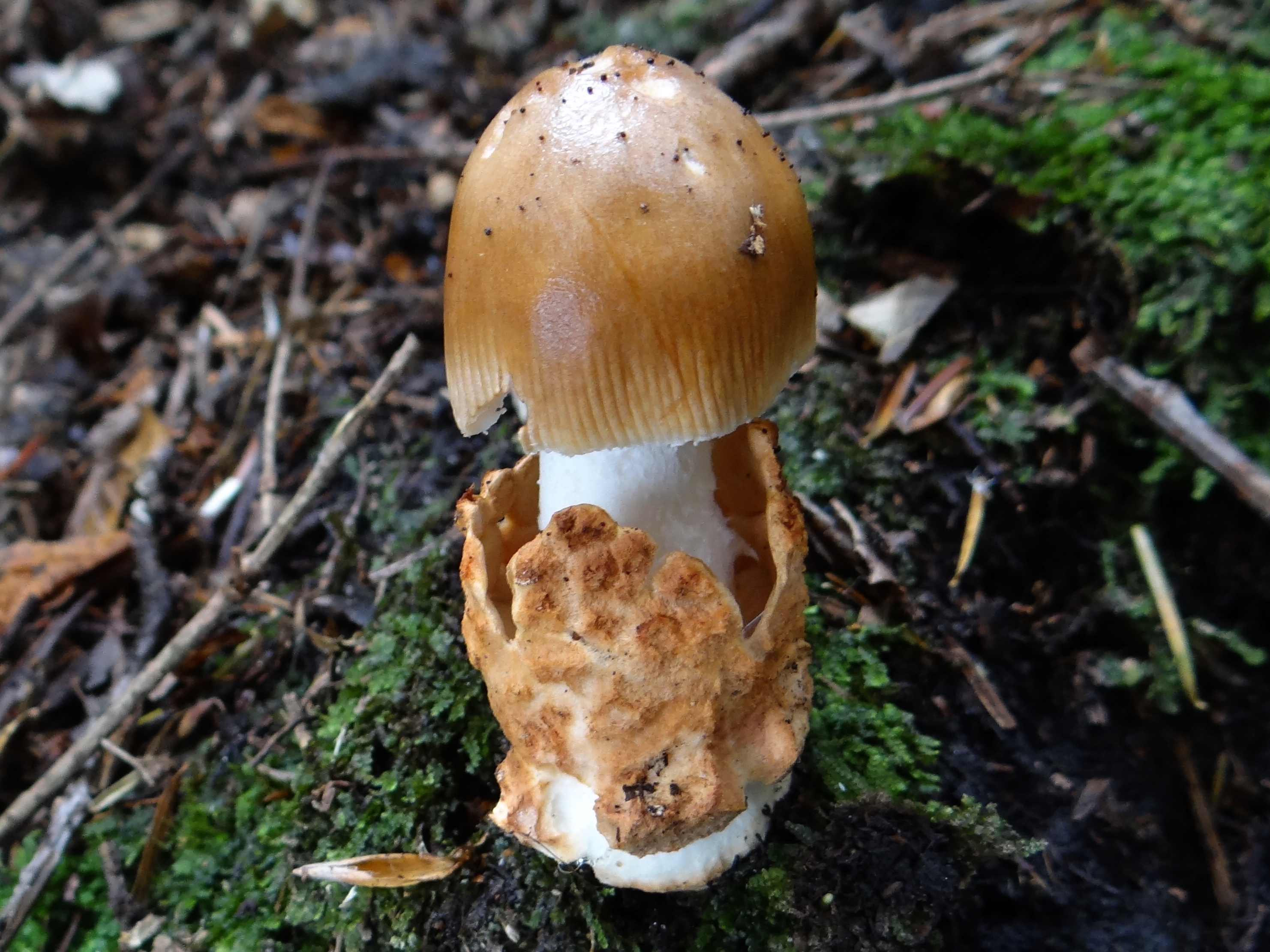
Muchomor rdzawobrązowy
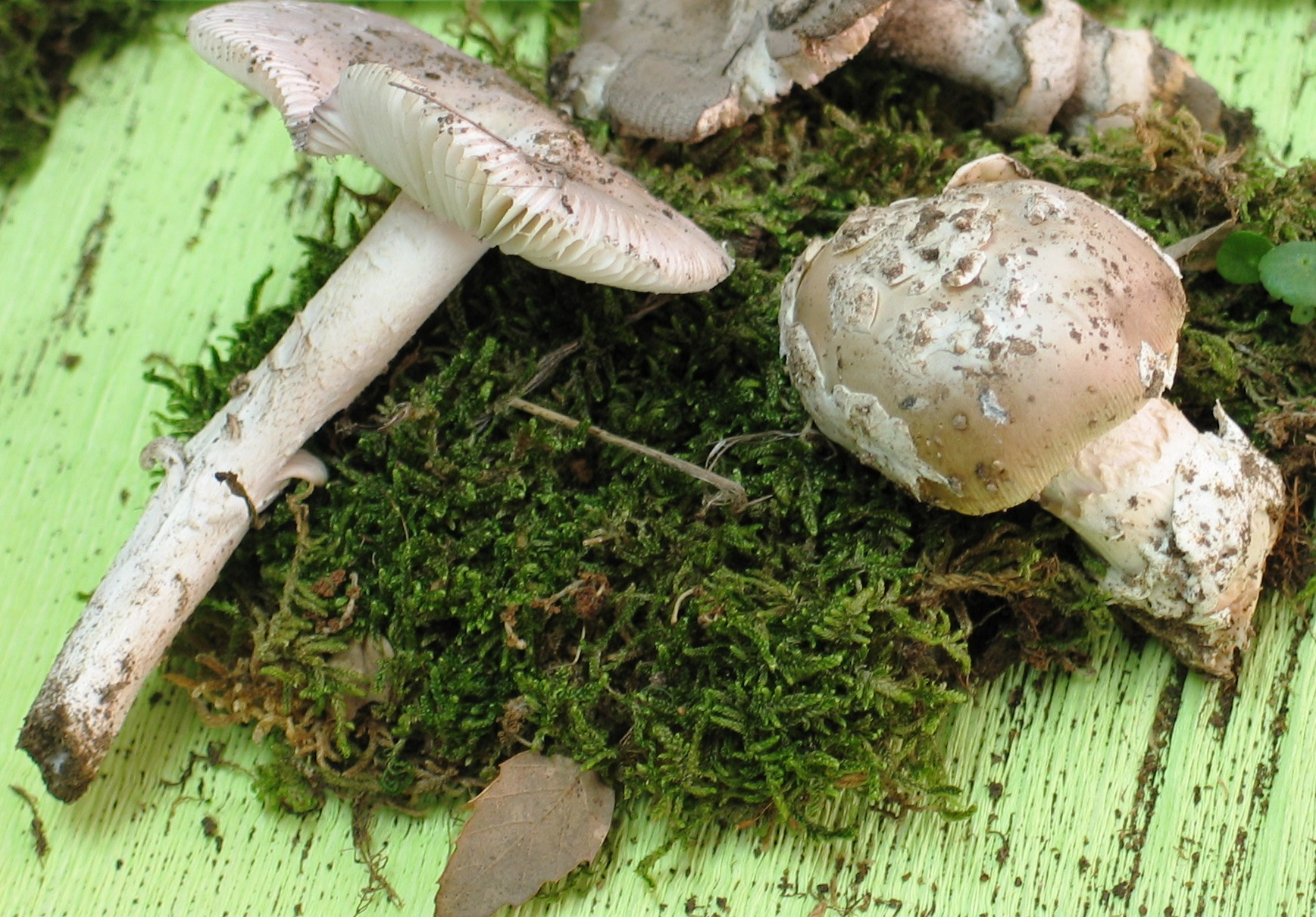
Muchomor srebrzysty
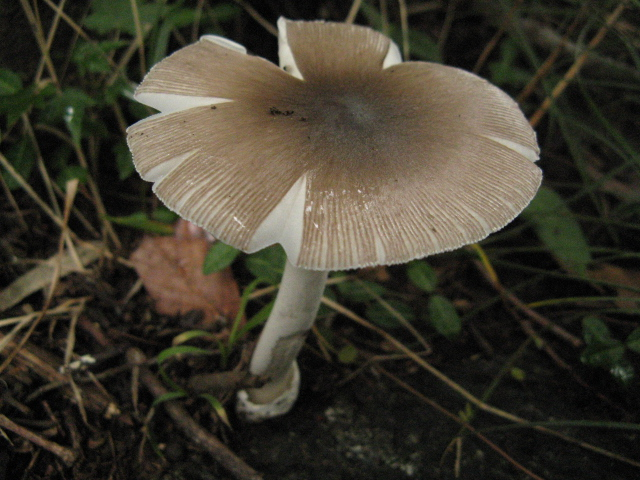
Muchomor mglejarka
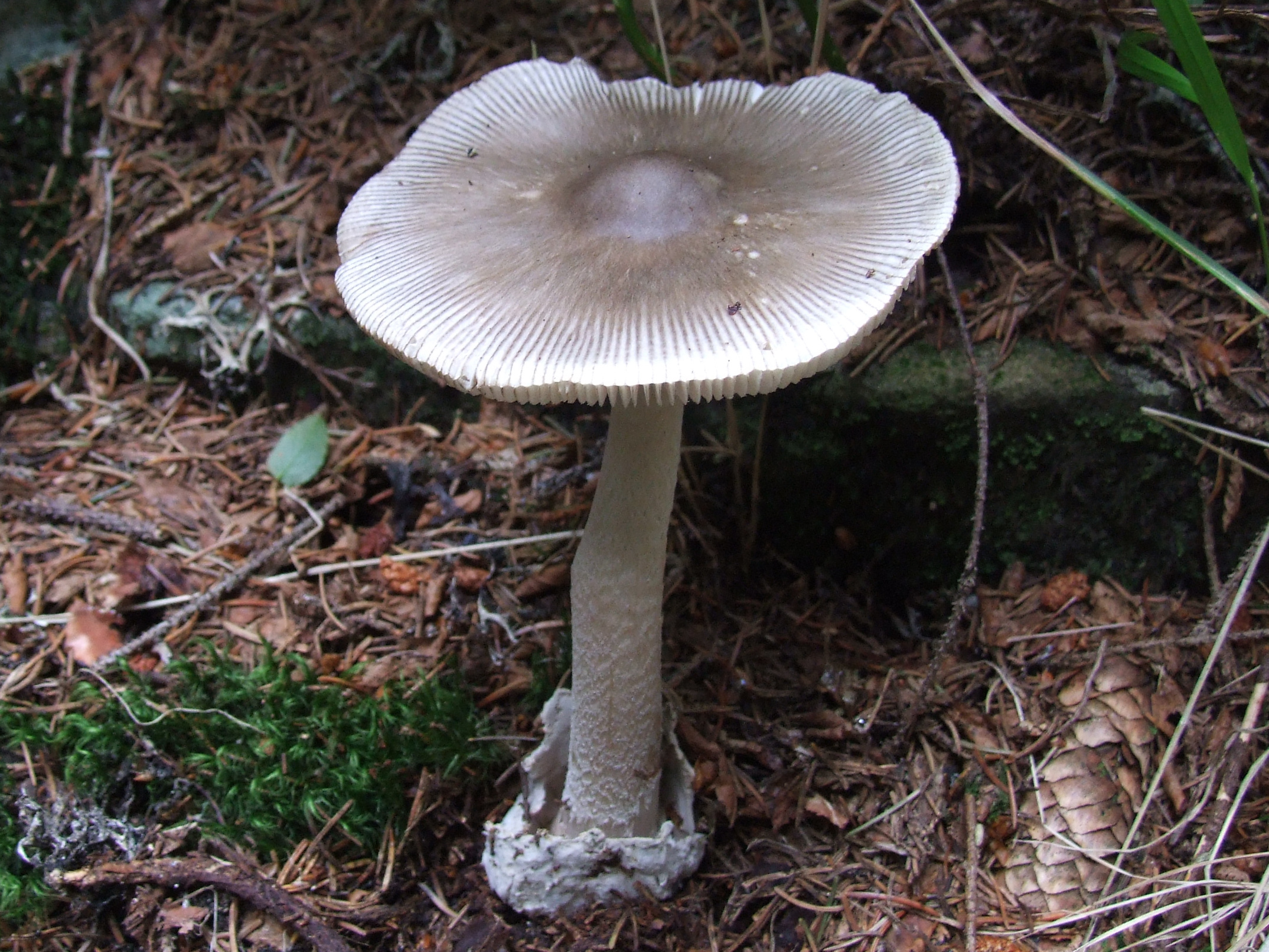
Muchomor szarawy
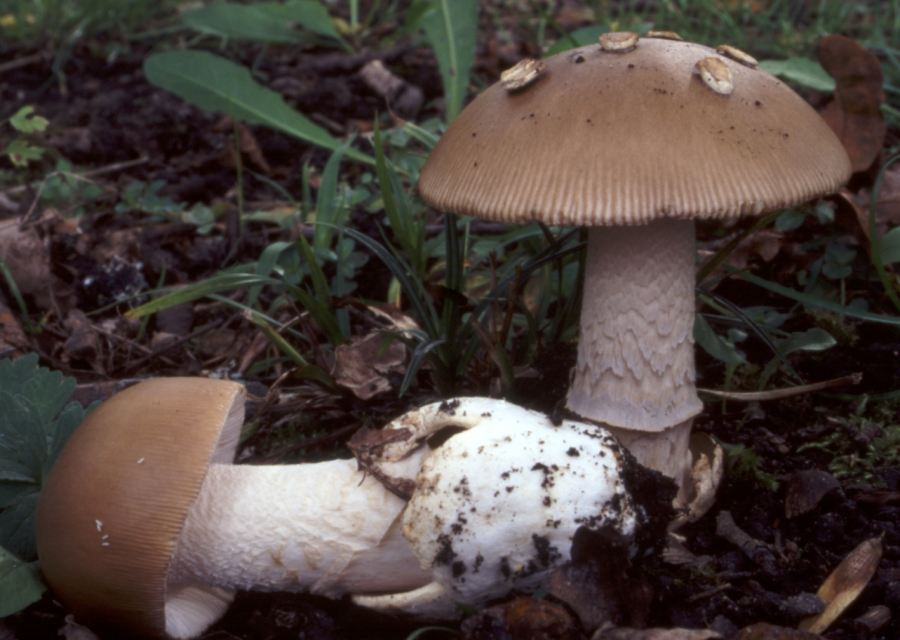
Muchomor szaropłowy
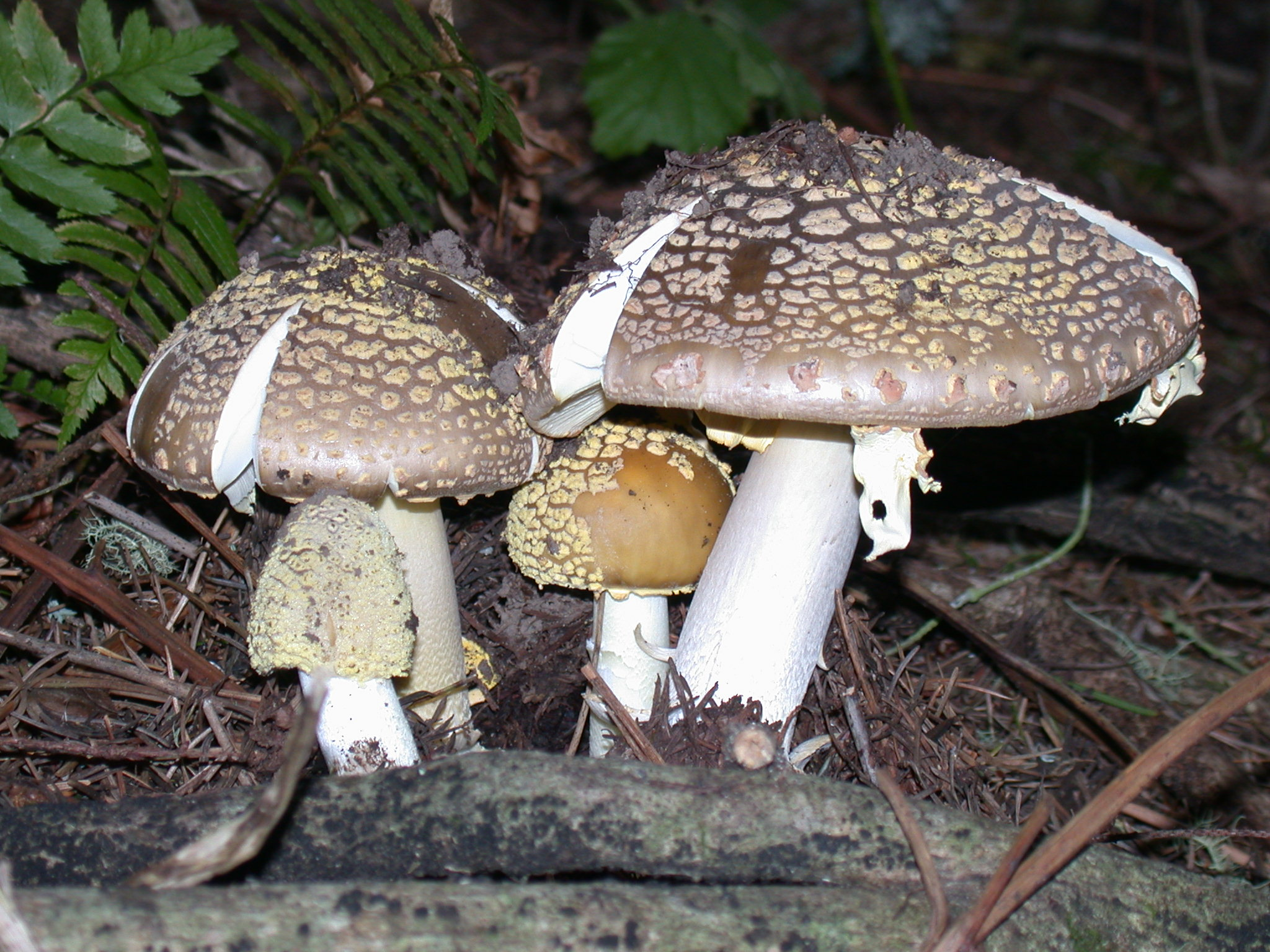
Muchomor szorstki
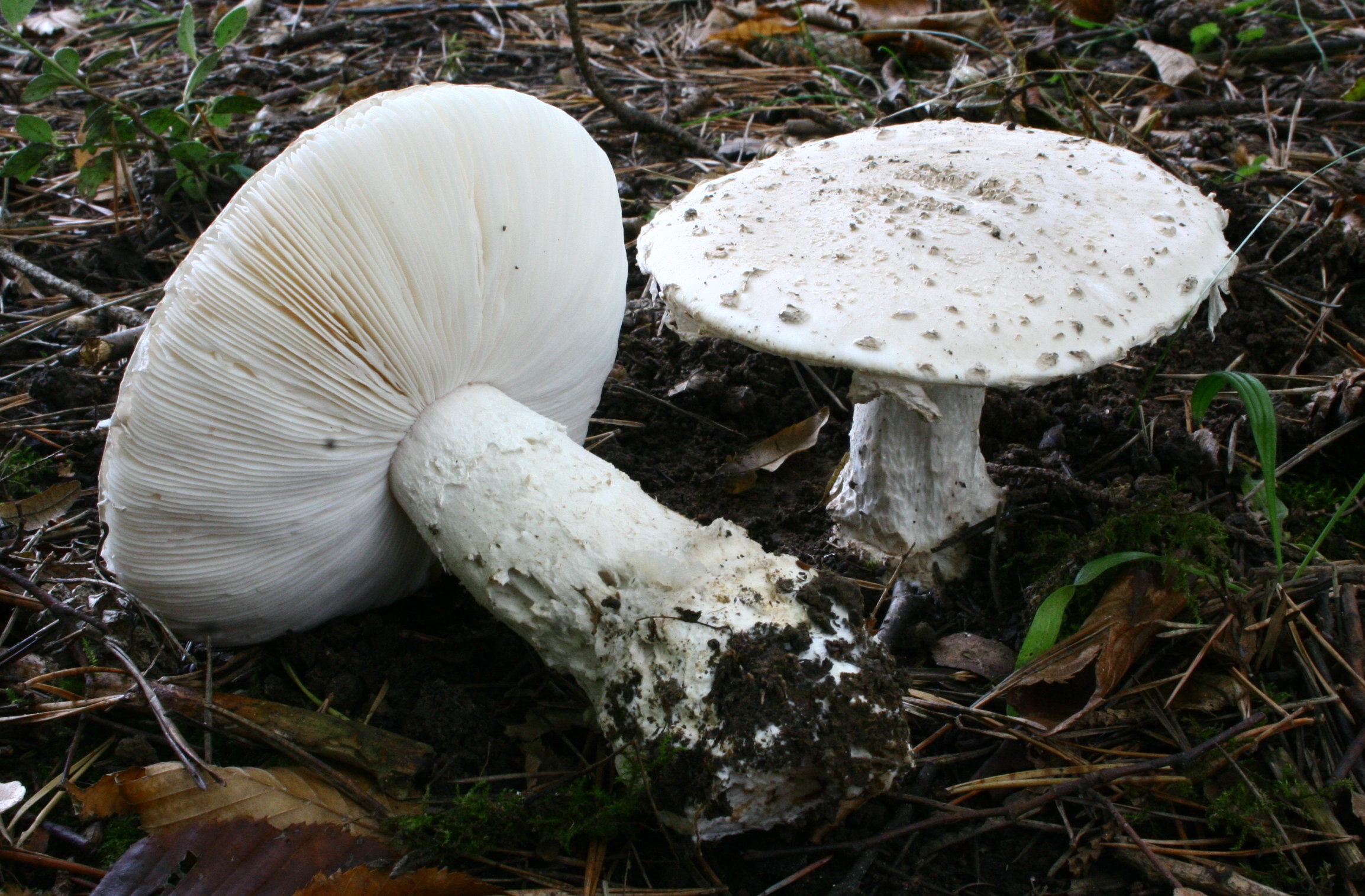
Muchomor szyszkowaty
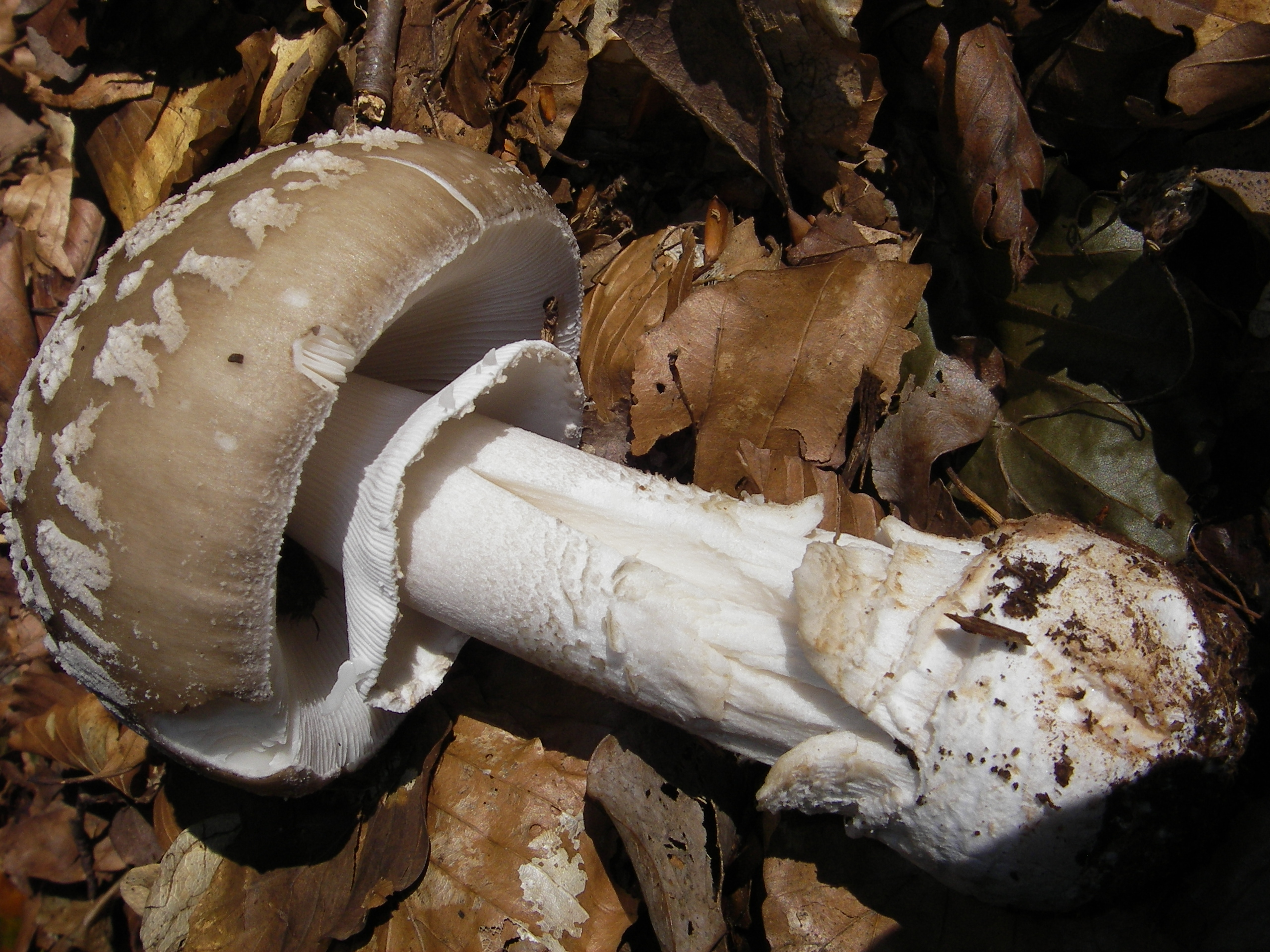
Muchomor twardawy
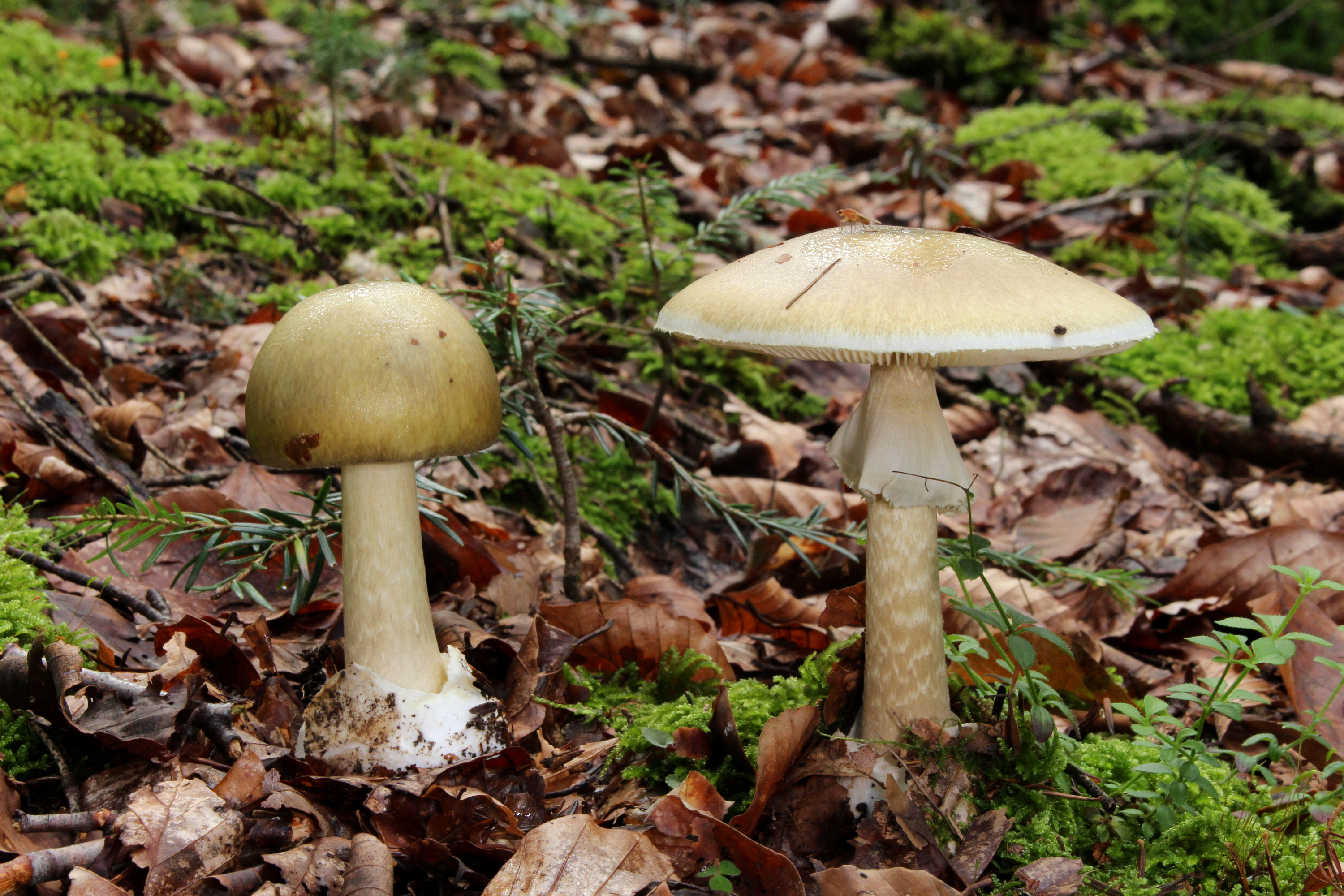
Muchomor zielonawy
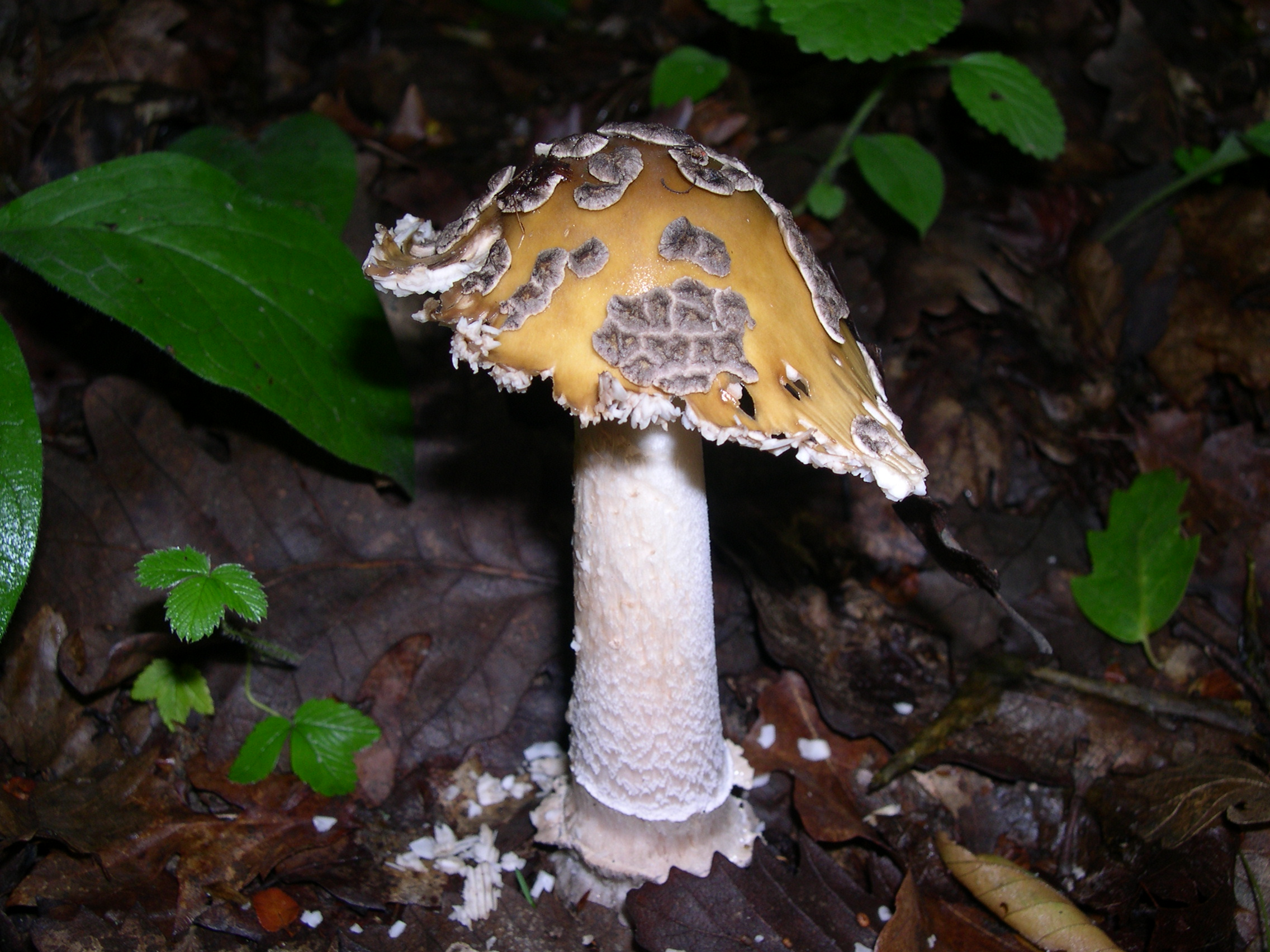
Muchomor złotawy
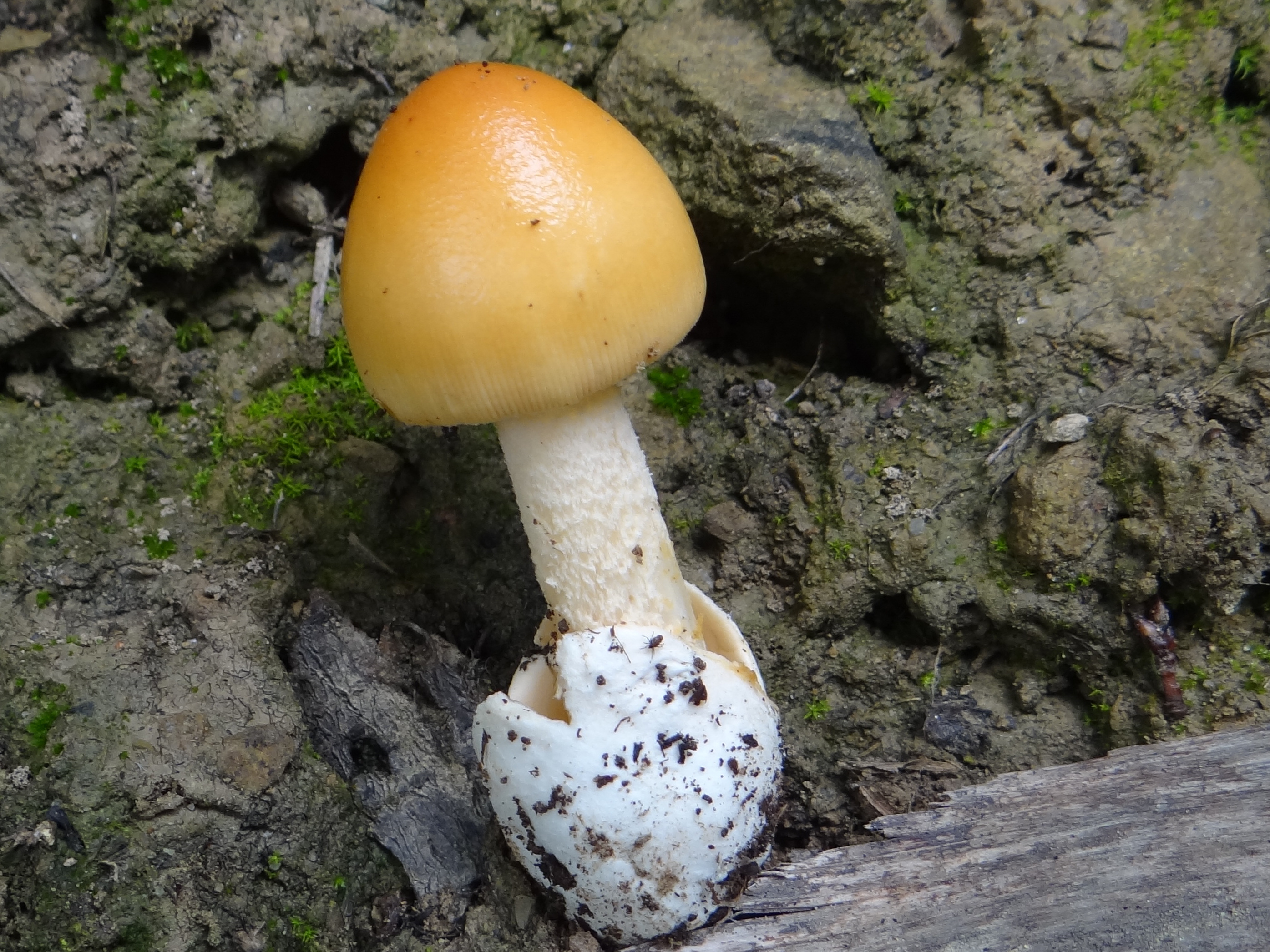
Muchomor żółtawy
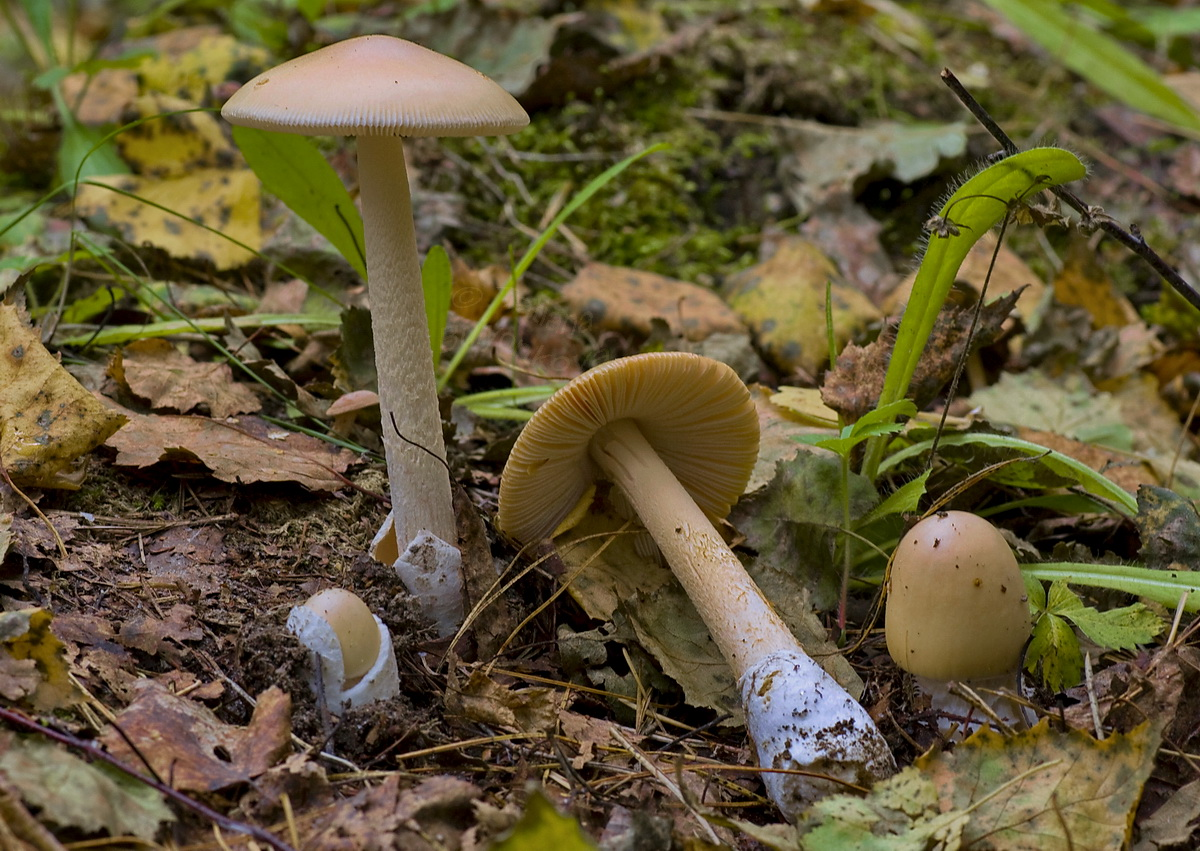
Muchomor żółtopomarańczowy

Niektóre inne
- Amanita asteropus Sabo ex Romagn. 1982 – muchomor gwiaździstotrzonowy[12]
- Amanita boudieri Barla 1887 – muchomor najeżony[12]
- Amanita friabilis (P. Karst.) Bas 1974 – muchomor olszynowy[12]
- Amanita fulvoides Neville & Poumarat 2009 – muchomor oliwkowoczerwony[12]
- Amanita ochraceomaculata Neville, Poumarat & Fraiture 2000 – muchomor ochrowoplamisty[12]
- Amanita ocreata Peck 1909
- Amanita ovoidea (Bull.) Link 1833 – muchomor grubopochwowy[12]
- Amanita proxima Dumée 1916 – muchomor ochrowopochwowy[12]
- Amanita simulans Contu 1999 – muchomor topolowy[12]
- Amanita supravolvata Lanne 1979 – muchomor napiaskowy[12]